# Black Market Music
Black Market Music este cel de-al treilea album al trupei de rock alternativ Placebo, lansat pe 9 octombrie 2000, la doi ani de la lansarea precedentului album, Without You I'm Nothing. Înregistrarea acestui album a durat nouă luni (mai mult decât la oricare alt album scos de trupă până în prezent); trebuie spus de asemenea că acesta este albumul care a cules cele mai multe laude, atât din partea criticilor, cât și din partea fanilor (a avut vânzări de peste un milion de exemplare în întreaga lume). A izbutit să atingă locul 1 în Franța, dar numai locul 6 în Marea Britanie, acolo unde a și fost de altfel contestat de critici, în special din cauza piesei „Special K”.
Albumul a fost lansat în America cu un tracklist schimbat (pe lângă piesele existente deja s-au adăugat „Without You I'm Nothing”, cu David Bowie, și „I Feel You”, un cover după Depeche Mode.
Este dedicat memoriei lui Scott Piering, mort de cancer în ianuarie 2000, care a fost responsabil cu promovarea unora dintre single-urile trupei.

## Lista melodiilor
1. „Taste in Men” – 4:15
2. „Days Before You Came” – 2:33
3. „Special K” – 3:52
4. „Spite & Malice” (feat. Justin Warfield) – 3:37
5. „Passive Aggressive” – 5:24
6. „Black-Eyed” – 3:48
7. „Blue American” – 3:31
8. „Slave to the Wage” – 4:06
9. „Commercial for Levi” – 2:20
10. „Haemoglobin” – 3:46
11. „Narcoleptic” – 4:22
12. „Peeping Tom” – 14:10
  - Conține melodia ascunsă „Black Market Blood” la 10:14

### Melodii bonus la ediția americană
- „Without You I'm Nothing” (featuring David Bowie)
- „I Feel You” (Depeche Mode cover) – 6:28

## Lirică și stiluri abordate

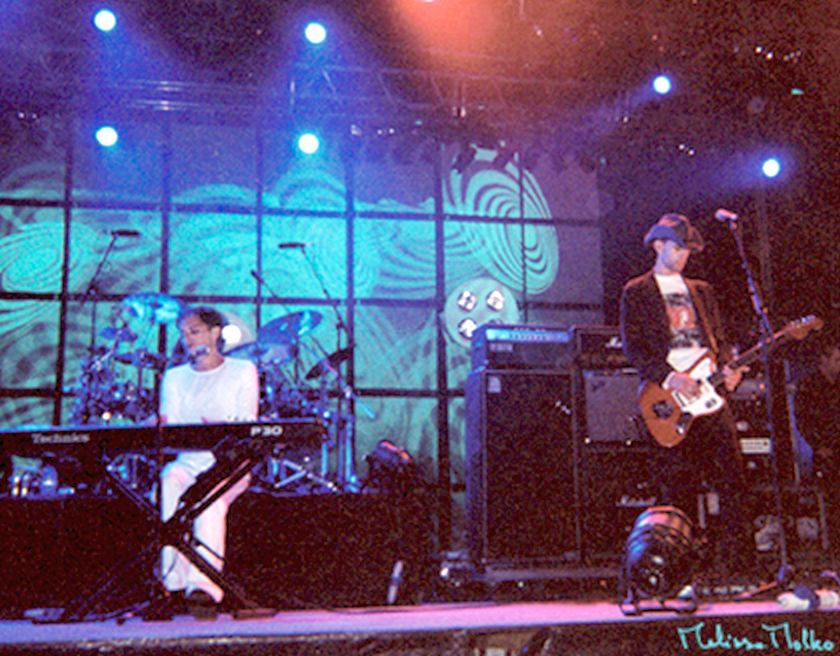
Placebo la Sudoeste Festival, august 2001. Stânga: Brian Molko. Dreapta: Stefan Olsdal

Albumul, ce conține 12 piese și o melodie ascunsă (hidden track), este considerat a fi drept sinteza celor două albume care îl precedaseră, Placebo și Without You I'm Nothing, împletind într-un mod cu totul armonios și original cinismul de pe primul album cu melancolia prezentă pe cel de-al doilea album. Albumul este divers din punct de vedere instrumental, în sound regăsindu-se influențe groove („Taste in Men”), punk („Days Before You Came”), și, surprinzător, hip-hop („Spite & Malice”, unde Placebo colaborează cu rapperul anti-gangsta Justin Warfield de la One Inch Punch).
Din punct de vedere liric, Molko pare mai inspirat ca niciodată, abordând niște teme în mod evident mai diverse decât pe primele albume. Albumul se deschide cu piesa „Taste in Men”, o piesă ce nu este altceva decât clasicul m-ai părăsit, întoarce-te. „Days Before You Came” este mult mai puțin clar, personajul din cântec părând indecis, dar în același timp blazat cu privire la cel de lângă el. În următorul cântec, Molko face o paralelă între efectul iubirii și acela dat de droguri (ketamină), acea stare euforică, urmată inevitabil de o revenire bruscă, șocantă, la realitate. „Spite & Malice” înfățișează un ambient în tonuri violente, o lume a drogurilor, armelor și sexului (Dope, guns, fucking in the streets), strecurând pe ici pe colo aluzii sado-masochiste.
Următoarea piesă, „Passive Aggressive” începe într-un mod lent, pentru a continua cu un instrumental puternic, răsunător, combinat cu niște versuri extrem de melancolice. Cântecul se poate referi la religie (din nou reminiscențe din copilăria solistului) sau la imposibilitatea de a lăsa pe cineva să îți pătrundă în suflet. Și cântecul „Black-Eyed” este inspirat tot de adolescența lui Molko. „Blue American”, deși un cântec lent ca instrumental, este plin de revoltă, personajul din cântec atacându-și propria cultură, părinții, și ironizând ideea de ajutor specializat.
Oarecum logic ca succesiune, cântecul „Slave to the Wage” vorbește despre munca neîntreruptă, ce nu îți oferă satisfacția dorită și nici împlinirile pe care le așteptai, și îndeamnă la o conștientizare a robotizării de zi cu zi și la evadare. În „Commercial for Levi”, gravitatea versurilor, care vorbesc despre dependență de droguri și alcool și despre sex și îndeamnă la o trezire e contrazisă de ritmul vesel, optimist, al melodiei, amintind în această privință de „Teenage Angst”, un alt experiment asemănător al trupei, deși diferit ca temă. „Haemoglobin” abordează tema violenței (pentru a supraviețui este necesar să ucizi) și a discriminării, care se perpetuează la nesfârșit: în prima strofă, personajul este într-un stadiu de resemnare - I'm prepared for one big silence (Sunt pregătit pentru marea tăcere), în a doua are loc confuzia - A latent strain of color blindness (O formă latentă de daltonism), pentru ca în a treia aceasta să se transforme în furie - Gonna make you scared of me (Am să vă fac să vă fie frică de mine).
„Narcoleptic” se întoarce la tema relației dintre doi oameni, o relație în care s-a instalat rutina, o relație în care nimic nu mai este ca înainte. „Peeping Tom”, ultimul cântec, este o piesă despre voyeurism, ce exprimă iubirea pe care voyeurul o simte pentru cel sau cea pe care îl sau o spionează. „'Burger Queen' împinsă un pas mai în față.”, după cum se exprimă însuși Molko.
Albumul se încheie într-o notă întunecată, cu melodia ascunsă „Black Market Blood”, „cabaretul morții”, după cum o descria basistul Stefan Olsdal.

## Alte detalii despre piese
- „Taste in Men” și „Special K” beneficiază de aportul vocal al cântăreței Severe Loren, de la Linoleum. Începutul piesei „Taste in Men” este surprinzător de asemănător cu cel al piesei „Let There Be More Light” a celor de la Pink Floyd[8].
- Titlul melodiei „Spite & Malice” face referire la un joc de cărți; de altfel și în versuri apar referiri la cărțile de joc[9]
- Titlul piesei „Passive Aggressive” se referă la comportamentul pasiv-agresiv, mecanism inconștient prin care agresivitatea se manifestă în mod indirect[10].
- Piesa „Slave to the Wage” conține o mostră din piesa celor de la Pavement, „Texas Never Whispers”.
- Piesa „Commercial for Levi” îi este dedicată sunetistului Levi Tecofski, care l-a salvat o dată pe Brian Molko de la moarte, dar și altor prieteni de-ai acestuia (Steve Hewitt fiind unul dintre ei), care au încercat să îi explice artistului că excesele pot duce la o moarte prematură. Cântecul nu este nici anti-, nici pro-excese, este mai degrabă un cântec despre prietenie.[11]
- Piesa „Haemoglobin” a fost denumită de Molko drept „versiunea noastră a piesei 'Strange Fruit' a lui Billie Holiday.”[12]
- „Peeping Tom” (voyeurul) este o expresie ce provine de la numele unui personaj aparținând legendei Lady-ei Godiva, soția unui senior feudal lipsit de milă față de oamenii pe care îi conducea. Dupa ce a pledat cauza oamenilor în fața soțului său, ea a fost nevoită de către acesta să mearga prin tot orașul Coventry călare pe cal, complet goală, cu scopul de a obține de la el anularea unei taxe prea dificil de plătit. Locuitorii orașului, recunoscători devotamentului Lady-ei Godiva, au luat decizia să închidă toate ferestrele pentru a evita ca binefăcătoarea lor să treacă prin umilința impusă de soțul ei. Toți au respectat ordinul, în afară de un bărbat pe nume Tom, care și-a pierdut viața în urma nesupunerii[13].
- Un poster al albumului apare în clipul celor de la Feeder, „Just a Day”, dar numele trupei și titlul albumului sunt cenzurate din cauza legilor cu privire la drepturile de autor.
- Și totuși de ce Black Market Music? Molko explică: „... atât de multă negativitate este promovată de corporații (...) atât de multă goliciune interioară și nu prea mult optimism sunt promovate (...). E aproape ca și cum muzica, ce este onestă, plină de pasiune, adevărată, care spune ceva despre condiția umană, este marginalizată. Într-o cultură… o cultură în care muzica e omogenă, asta se întâmplă adesea. Poate e ceva ce trebuie cumpărat pe sub tejghea, poate fructul interzis din pomul cunoașterii.”[14]

## Poziții în topuri
- 1 (Franța)
- 6 (Marea Britanie)
- 7 (Australia, Austria)
- 15 (Elveția)
- 17 (Suedia)
- 24 (Finlanda)

## Brian Molko despre piese
În concerte, Brian obișnuia adesea să-și introducă piesele într-un anumit fel. Iată câteva exemple:
- „Special K”
  - „This is NOT a song about a breakfast cereal!” („Acesta NU este un cântec despre cereale!”)
  - „This song's about that feeling you get in your stomach when you look across a crowded room and you fall hopelessly in love and that's the beginning of the end...” („Acest cântec este despre sentimentul pe care îl ai atunci când examinezi cu privirea o cameră aglomerată și te îndrăgostești fără speranță și atunci are loc începutul sfârșitului...”)
- „Slave to the Wage”
  - „I don't know how many of you actually used to go to church or still go to church. I know I certainly did, so we're gonna go back there for a little while. This reminds me of going to church but it's got a very different message than the one that Jesus preaches.” („Nu știu câți dintre voi obișnuiau să meargă sau încă mai merg la biserică. Știu că eu am mers, deci ne vom întoarce puțin acolo. Acest cântec îmi amintește de mersul la biserică, dar are un mesaj foarte diferit față de acela trasmis de Iisus.”)